# Maria Karolina Augusta von Bourbon-Sizilien

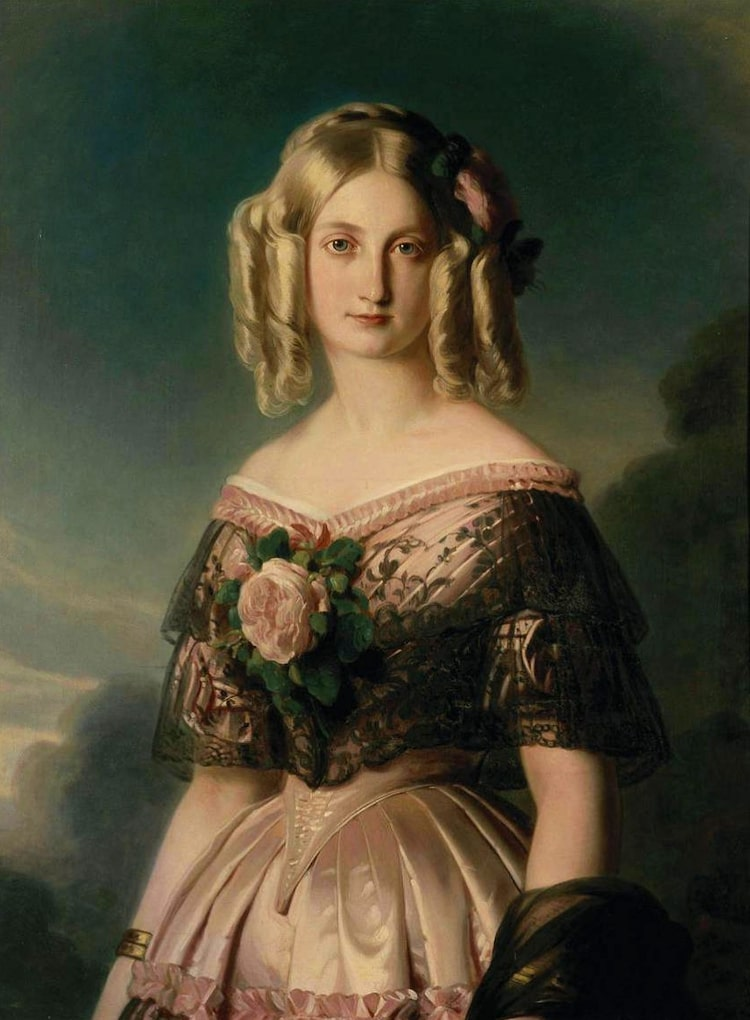
Maria Karolina Augusta von Neapel-Sizilien, Ausschnitt aus einem 1848 gemalten Porträt von Franz Xaver Winterhalter im Schloss Versailles

Maria Karolina Augusta von Neapel-Sizilien (* 26. April 1822 in Wien; † 6. Dezember 1869 in London-Twickenham) war eine aus dem Haus Bourbon stammende Prinzessin von Neapel-Sizilien. Durch Heirat war sie von 1844 bis zu ihrem Tod zudem Herzogin von Aumale.
Als Angehörige des französischen Königshauses musste sie gemeinsam mit ihrem Mann Henri d’Orléans nach der Februarrevolution 1848 ins Exil nach England gehen. Ihr Vermögen sicherte den Lebensunterhalt der Familie während der ersten Monate, nachdem diese Frankreich verlassen hatte.

## Familie
Maria Karolina Augusta war die Tochter Leopolds von Neapel-Sizilien, Prinz von Salerno, und dessen Frau, der Erzherzogin Maria Klementine von Habsburg-Lothringen. Sie war damit zugleich Enkelin des österreichischen Kaisers Franz I. Dessen vierte Frau Karoline Charlotte Auguste von Bayern war ihre Patin. Über ihre Mutter war Maria Karolina zudem die Nichte Marie Louises von Österreich, der zweiten Frau Napoleons und Kaiserin der Franzosen.
Im Familienkreis wurde Maria Karolina nur kurz Lina genannt.
Sie heiratete am 25. November 1844 in Neapel ihren Cousin Henri d’Orléans, Herzog von Aumale, den vierten Sohn Louis-Philippes, König der Franzosen, und dessen Frau Maria Amalia von Neapel-Sizilien, die zugleich Maria Karolinas Tante war. Das Paar hatte vier gemeinsame Kinder, von denen aber nur zwei das Erwachsenenalter erreichten:
- Louis Philippe Marie Léopold d’Orléans (* 15. November 1845; † 24. Mai 1866)[1], Fürst von Condé
- Henri Léopold Philippe Marie d’Orléans (* 11. September 1847; † 10. Oktober 1847)[2], Herzog von Guise
- François Paul d’Orléans (* 11. Januar 1852; † 15. April 1852)[2], Herzog von Guise
- François Louis d’Orléans (* 15. Januar 1854; † 25. Juli 1872)[1], Herzog von Guise

## Leben

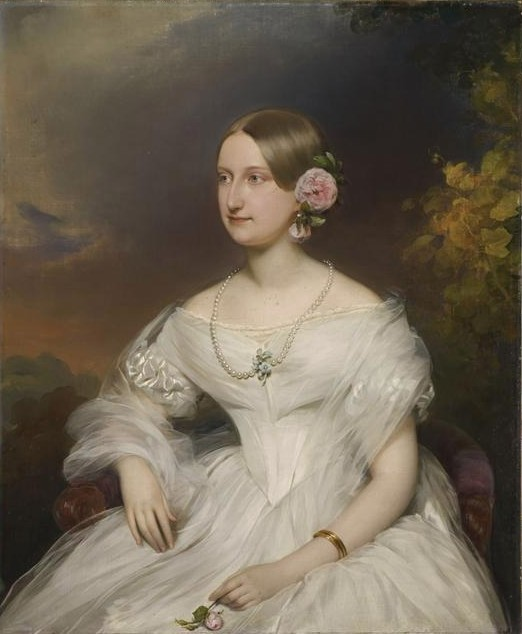
Maria Karolina Augusta im Alter von 20 Jahren; Gemälde von Franz Schrotzberg im Musée Condé, Schloss Chantilly

### Jugend und Heirat
Die Prinzessin verbrachte die ersten Jahre ihres Lebens unter Aufsicht ihrer Mutter am österreichischen Kaiserhof in Wien und wurde dort auch offiziell in die Gesellschaft eingeführt. Als Jugendliche kehrte sie gemeinsam mit ihrer Familie nach Neapel zurück.
In den 1830er und 1840er Jahren gab es nicht viele Prinzessinnen aus dem europäischen Hochadel, die in einem heiratsfähigen Alter waren, und so gab es diverse Heiratskandidaten, die um die Hand Maria Karolinas buhlten. Die Wahl fiel schlussendlich auf Henri d’Orléans, einen Sohn des französischen Königs Louis-Philippe, der sie während eines Aufenthaltes am Hof ihres Vaters stark beeindruckt hatte. Die Heiratsverhandlungen begannen Ende August des Jahres 1844, und schon am 17. September des gleichen Jahres wurde in der Revue de Paris die Verlobung der beiden bekannt gegeben. Die Verbindung war alles andere als eine Liebesheirat. Henri d’Orléans beschrieb seine Frau in einem Brief an seinen Lehrer Alfred-Auguste de Cuvillier-Fleury als „nicht schön, aber auch nichts Unangenehmes an sich habend“. Dieser stimmte ihm zu, attestierte ihr aber auch eine „exquisite Erscheinung“ („[…] n’est pas jolie, mais c’est une miniature exquise.“). Henri hatte nur auf Druck seiner Eltern nach möglichen Heiratskandidatinnen Ausschau gehalten und sich schlussendlich für die kleine und zierliche Maria Karolina Augusta entschieden, um etwaigen Heiratsanträgen anderer europäischer Prinzen zuvorzukommen.
Die Heirat fand am 25. November 1844 – das Datum entsprach dem Hochzeitstag des französischen Königspaars – auf Wunsch des Bräutigams in Neapel statt, obwohl Maria Karolinas zukünftige Schwiegereltern es lieber gesehen hätten, wenn die Heirat in Paris stattgefunden hätte. Ort der zivilen Eheschließung war das königliche Palais Ferdinands II. Noch am gleichen Tag wurde die kirchliche Hochzeit mit großem Prunk gefeiert. Die Braut brachte die stattliche Summe von 517.000 Goldfranken mit in die Ehe. Die Festivitäten anlässlich der Hochzeit, wie Bälle, Empfänge, Jagdveranstaltungen oder Theatergalas, dauerten mehr als zwei Wochen lang an. Maria Karolina Augusta reiste jedoch schon am 2. Dezember 1844 gemeinsam mit ihrem Mann per Schiff nach Toulon. Von dort ging es nach einem prunkvollen Empfang durch die Stadt nach Paris, wo das junge Paar ein Appartement im Tuilerienpalast bezog.

### Erste Ehejahre
Während des ersten Drittels des Jahres 1845, das für Maria Karolina durch Repräsentationspflichten bei offiziellen Anlässen wie Bällen, Theateraufführungen oder Pairsversammlungen bestimmt war, hatte das frisch verheiratete Paar endlich Gelegenheit, sich näher kennenzulernen. Es entwickelte sich eine gegenseitige Wertschätzung, und zeit ihres Lebens war die Prinzessin ihrem Mann eine treue und ergebene Ehefrau, die niemals Ansprüche stellte. Durch ihre charmante Art, ihre Sanftheit und ihre Freundlichkeit konnte sie außerdem auch die Familie ihres Mannes für sich einnehmen. Zeitgenossen beschrieben sie als liebenswürdig und geistreich („[…] on la dit gentille, spirituelle; […]“). Im Mai 1845 zog sie mit ihrem Mann in sein Schloss Chantilly, das Henri eigens dafür umbauen und modernisieren ließ.
Maria Karolina blieb auch an der Seite ihres Mannes, nachdem er im September 1847 zum Generalgouverneur Algeriens ernannt worden war und deshalb seine Anwesenheit im Land erforderlich wurde.

### Exil in England

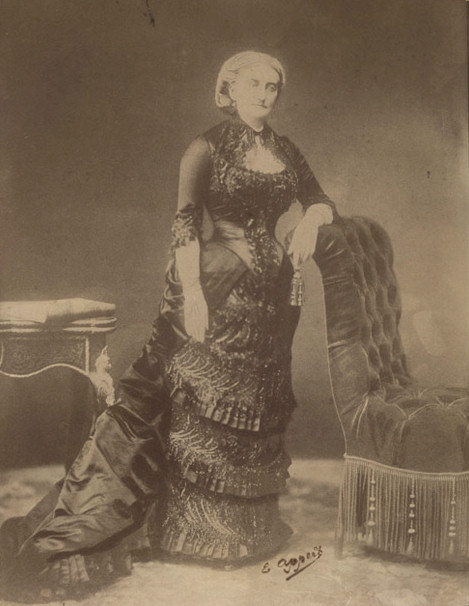
Maria Karolina Augusta auf einer Fotografie etwa drei Jahre vor ihrem Tod

Nach der Februarrevolution 1848 ging Henri d’Orléans ins Exil nach England und wurde per Dekret vom 16. Mai 1848 aus Frankreich verbannt. Maria Karolina folgte ihrem Mann nach Claremont in die Grafschaft Surrey, wo sich das Paar vorübergehend in Claremont House niederließ. Die ersten Monate mussten sie ihren Unterhalt damit finanzieren, dass die Herzogin Teile ihres wertvollen Schmucks verkaufte.
Maria Karolina zählte schon bald zum engen Freundeskreis der britischen Königin Victoria, die sie auch in ihrer Residenz Orleans House in Twickenham – heute ein Stadtteil von London – besuchte. Das Herzogspaar war am 16. April 1852 von Claremont dorthin umgezogen. Nach einer langen Reise ab August 1864 quer durch Europa – darunter Belgien, Deutschland, Österreich, Ungarn, Spanien, die Schweiz und der Orient – verbrachte sie ihre Zeit bevorzugt auf dem Landsitz Wood Norton Hall in Worcestershire.
Der unerwartete Tod ihres Erstgeborenen Louis Philippe im Jahr 1866 stürzte die Herzogin in eine tiefe Krise, von der sie sich niemals vollkommen erholte. Nach einem sechswöchigen, durch Krankheit hervorgerufenen Leiden starb Maria Karolina Augusta von Neapel-Sizilien am 6. Dezember 1869 im Alter von 47 Jahren in Orleans House. Nachdem sie am 10. Dezember zuerst in der katholischen Kapelle von Weybridge begraben worden war, wurde ihr Leichnam 1876 von ihrem nach Frankreich zurückgekehrten Mann nach Dreux überführt und in der Chapelle royale de Dreux beigesetzt.